# Рябченко Микола Дем’янович
Микола Дем'янович Рябченко (нар. 22 листопада 1921, Армавір, Краснодарський край, РРФСР — пом. грудень 2008, Харків, Україна) — український бібліотекознавець, науковець, педагог, організатор бібліотечної освіти на Харківщині.

## Життєпис
Микола Дем'янович Рябченко народився 22 листопада 1921 року в місті Армавір Краснодарського краю у родині службовців. Упродовж 1929—1939 років навчався у Армавірській середній школі. У 1940 році був призваний до лав Червоної Армії. Навчався у Ростовській школі зв'язку сержантського складу військ НКВС у Ростові-на-Дону протягом 1940—1941 років. Після закінчення школи зв'язку обіймав посаду командира радіовідділу у містах Армавір та Коканд Узбецької РСР у 1941—1942 роках. Під час Другої світової війни був помічником командира радіовзводу (1942, жовтень — 1943, червень), командиром радіовзводу (1943, червень — 1946, серпень). Двічі виконував урядові завдання. У серпні 1946 року обіймав посаду начальника радіостанції у 336 Будапештському ордена Олександра Невського полку МВС. У листопаді 1946 року був демобілізований. Працював у радіоцентрі міста Фрунзе на посаді радіотехніка. У 1948 році звільнився і переїхав до Харкова. Працював у «Союзтехрадіо» монтажником (1948, червень — 1949, лютий). З березня 1949 року по серпень 1952 року працював у Харківському гідрометбюро на посадах радіотехніка, начальника радіоапаратної, начальника радіостанції.
У 1949 році вступив на заочне відділення Харківського державного бібліотечного інституту на факультет бібліографії. Склавши екстерном іспити за два курси, перейшов на стаціонарне відділення, продовжував працювати в Харківському гідрометбюро. Закінчив ХДБІ у червні 1952 року.
Трудову діяльність Микола Дем'янович розпочав у Харківській державній науковій бібліотеці 1 вересня 1952 року на посаді завідувача книгосховищем. Упродовж 1952—1953 років очолював філіал бібліотеки для дітей та юнацтва. Протягом 1953—1955 років виконував обов'язки головного бібліографа науково-бібліографічного відділу ХДНБ.
У 1955—1959 роках М. Д. Рябченко обіймав посаду завідувача кабінетом бібліотекознавства. З 1956 року у бібліотеці проводилися семінари працівників бібліотек Харкова. Фахівці кабінету бібліотекознавства проводили конференції з обміну досвідом популяризації природничо-наукової та науково-атеїстичної літератури, міжреспубліканські конференції з пропаганди технічної літератури тощо. За матеріалами конференції видавалися збірники «Бібліотеки — активні пропагандисти атеїзму», «Технічну книгу в маси» та ін.
Керівник відділу брав участь у роботі нарад директорів і завідувачів методкабінетами в Міністерстві культури УРСР, рецензував та редагував роботи колег та студентів, публікував статті у журналах та газетах — «Библиотекарь» (1953), «Соціалістична культура» (1956). М. Д. Рябченко був укладачем та редактором вагомих видань ХДНБ, зокрема: «Опыт работы Государственной научной библиотеки им. В. Г. Короленко» (1955, 1957), «Харківська державна наукова бібліотека імені В. Г. Короленка …» (1957), опублікованих звітів ХДНБ за 1956, 1957 роки, бюлетені «Основные показатели работы государственных городских библиотек».
М. Д. Рябченко входив до складу Вченої ради та Редакційної ради ХДНБ. Займався громадською та ідеологічною роботою, перебуваючи на посадах заступника секретаря парторганізації, секретаря парторганізації бібліотеки. У 1955 році Микола Дем'янович очолив місцевий комітет профспілки ХДНБ.
У вересні 1959 року почав викладати у ХДІК, обійняв посаду старшого викладача кафедри бібліотекознавства та бібліографії. Від 1968 року виконував обов'язки завідувача кафедри бібліотекознавства, а у 1969 році був призначений завідувачем кафедри бібліотекознавства. Не зважаючи на відсутність наукового ступеня і вченого звання цю посаду він займав до серпня 1974 року. Велику увагу приділяв оновленню колективу викладачів, який поповнили випускники інституту: Н. С. Білопола, Т. П. Самійленко, Н. С. Русавська, В. Я. Онуфрієва. М. Д. Рябченко працював разом з Н. Я. Фрідьєвою, І. Я. Кагановим, Р. Б. Гуревич, С. І. Волковою, Т. О. Скрипник, З. В. Гімальдіновою, І. В. Зборовцем та іншими.
Наукові інтереси М. Д. Рябченка стосувалися методики індивідуального керівництва читанням споживачів інформації. У співавторстві з С. І. Волковою у 1975 році вийшов посібник «Руководство чтением». Навчальний курс «Керівництво читанням» постійно удосконалювався. М. Д. Рябченко одним із перших запровадив широке використання технічних засобів у навчальному процесі.
М. Д. Рябченко очолював методичну комісію бібліотечного факультету, неодноразово був членом Державної екзаменаційної комісії, працював куратором академічних груп, вів практичні та семінарські заняття, був науковим консультантом студентів, здійснював організацію та керівництво виробничою практикою студентів, надавав практичну допомогу бібліотечним працівникам в організації і проведенні семінарів, науково-практичних конференцій, курсів підвищення кваліфікації, виїжджав для читання лекцій до філіалів інституту і консультаційних пунктів у Києві та Львові. В різні роки з метою виконання наукової роботи мав відрядження до провідних бібліотек та навчальних закладів Києва, Москви, Ленінграда.
М. Д. Рябченко у ХДІК працював на посадах: помічник декана бібліотечного факультету, заступник декана заочного відділення. Микола Дем'янович входив до складу Міжвідомчої бібліотечної ради при Міністерстві культури УРСР, членом проблемних рад з теорії та історії бібліотечної справи СРСР на базі Державної бібліотеки СРСР імені В. І. Леніна та «Бібліотечно-бібліографічні ресурси наукової інформації» на базі Державної публічної бібліотеки імені М. Є. Салтикова-Щедріна.
Упродовж 1977—1984 років М. Д. Рябченко обіймав посаду декана другого в Радянському Союзі факультету підвищення кваліфікації викладачів спеціальних дисциплін культосвітніх училищ. Водночас був заступником голови Ради зі стажування випускників. Після виходу на пенсію з 5 вересня 1984 року продовжував працювати у ХДІК викладачем з погодинною оплатою. У 1987 році був головою предметної комісії, відповідальної за навчальну практику.
М. Д. Рябченко брав участь у громадській та виховній роботі ХДІК був секретарем і входив до складу партійного бюро інституту і бібліотечного факультету, Дзержинського районного Комітету КПУ, Профспілки працівників культури УРСР, Товариства по розповсюдженню політичних і наукових знань УРСР «Знання».
За участь у Німецько-радянській війні нагороджений медалями «За перемогу над Німеччиною у Великій Вітчизняній війні 1941—1945 рр.» (1945); ювілейними медалями «Двадцять років перемоги у Великій Вітчизняній війні 1941—1945 рр.» (1966), «Тридцять років перемоги у Великій Вітчизняній війні 1941—1945 рр.» (1975), «50 років Збройних Сил СРСР» (1967), «За доблесну працю». На ознаменування 100-річчя з дня народження Володимир Ілліча Леніна (1969), «Ветеран праці» (1981).
За працьовитість, виконання службових обов'язків та участь у громадському житті М. Д. Рябченку оголошено 14 подяк у наказах, він нагороджувався Почесними грамотами Міністерства культури УРСР і Республіканського комітету профспілки працівників культури та ХДІК, пам'ятними подарунками, грошовими преміями, іменними годинниками (1971, 1981), у 1984 р. був занесений на Дошку пошани ХДІК.
Пішов з життя у грудні 2008 року у Харкові.

## Родина
Дружина Рябченко (Мегис) Ельза Олександрівна — бібліотекарка, випускниця Харківського бібліотечного інституту 1946 року. Донька — Рябченко Ірина Миколаївна. Народилася 22 вересня1947 року у місті Фрунзе Киргизької РСР. Мешкала у Харкові. За фахом — ілюстратор, педагог-репетитор по класу скрипки. У 2000—2008 роках працювала за сумісництвом у ХДАК викладачем кафедри народних інструментів на факультеті музичного мистецтва.

## Основні праці
- За дійову науково-атеїстичну пропаганду: корот. покажч. рек. літ. на допомогу пропагандистам, агітаторам і працівникам мас. б-к / Держ. наук. б-ка ім. В. Г. Короленка (ДНБК) ; [склали: М. Д. Рябченко, О. І. Черкашин]. Харків, 1954. 38, [2] с.
- Опыт работы Государственной научной библиотеки им. В. Г. Короленко / [редкол.: Г. А. Мирошниченко (ред.), Рябченко Н. Д. и др.]. Харьков,1955 — . [Вып. 1]. 1955. 59, [1] с: табл.
- Технічну книгу в маси: з досвіду роботи б-к Укр. РСР / [ред. М. Д. Рябченко]. Харків, 1957. 33, [2] с.

- Рябченко М. Д. Облік роботи читального залу при відкритому доступі до книжкових фондів // Відкритий доступ до книжкових фондів бібліотек: зб. навч.-метод. ст. на допомогу студентам у вивч. курсу бібліотекознавства. Харків, 1960. С. 93–102.
- Рябченко М. Д. Індивідуальне керівництво читанням художньої літератури // VІ звітно-наукова конференція: підсумки наук. роботи за 1961 р. (24-26 січ. 1962 р.): Прогр. і тези доп. / Харк. держ. бібл. ін-т. Харків, 1962. С. 27-28.

- Групова рекомендаційна бесіда про книгу: лекція для студентів-заочників з курсу Керівництво читанням. Обслуговування читачів в б-ці / М. Д. Рябченко ; М-во культури УРСР, Харків. держ. ін-т культури. Харків: ХДІК, 1969. 15 с.
- Тематический план курса «Руководство чтением. Обслуживание читателей в библиотеке» для студентов-заочников отделения массовых и научных библиотек / [сост. С. И. Волкова, М. Д. Рябченко]. Харьков, 1973. 32 с.
- Волкова С. И., Рябченко Н. Д. Руководство чтением: учеб. пособие для студентов библ. фак. ин-тов культуры. Харьков, 1975. 95 с.